# Повстання Мухи

Повстання під проводом Мухи. Художник Іван Їжакевич, 1939 рік

Повстання під проводом Мухи — одне з найбільших повстань XV століття українських і молдовських селян, штучно спровоковане господарем Молдавського князівства Штефаном ІІІ, який перебував у конфронтації з Польщею і Литовсько-Руською державою і намагався поширити свої впливи на західноукраїнських землях. Відбулось у 1490–1492 роках на чолі із селянином Мухою, яке почалося в Молдові й охопило Галичину та Буковину. Повстанці нападали на маєтності феодалів, забирали коней, зброю, виганяли і вбивали.

## Причини
Причиною повстання Мухи було посилення феодального визиску та покріпачення селянства. Феодальний гніт доповнювали спустошливі напади татарських орд і війна молдавського воєводи з польським королем.

## Хід повстання
Тогочасний перемиський єпископ РКЦ Ян з Торговиська, автор польського літопису, писав:
| «Якийсь Муха з Молдови, в короткому часі, зібрав 9000 війська з селян, увійшов у ту частину Руси, де лежить Снятин, узяв його й пограбив, потім нападав на різні міста й села, а інші підбив собі, аж до Галича». |
Польський король Казимир IV Ягеллончик закликав до походу проти повстанців шляхту і найняв прусські війська (Тевтонський орден). Влітку 1490 року біля міста Рогатина королівські війська розбили основні сили повстанців, а їхні залишки на чолі з Петром Мухою відступили на Покуття в райони Коломиї і Снятина, а потім у ліси Північної Буковини.
Навесні і влітку 1491 року знову з'явилися повстанські загони, які очолював Андрій Барула (вважають, що це той самий Муха). Біля Галича вони зазнали поразки. Барулу схопили і стратили — скинули із стін Хотинської фортеці.
Але повстання тривало. У 1492 році селянські загони, ватажок яких також називався Мухою, оволоділи значною частиною Галичини. Вони нападали на маєтності феодалів, палили їхнє майно, убивали панів. Недалеко від Галича група українських шляхтичів уночі напала на загін повстанців, знищила його, а Муху захопила й видала польським військам. Його перевезли у Краківську в'язницю, де він незабаром і помер від катувань.